# Soneto 5
| Soneto 5 |
| --- |
| Those hours that with gentle work did frame The lovely gaze where every eye doth dwell, Will play the tyrants to the very same And that unfair which fairly doth excel: For never-resting time leads summer on To hideous winter, and confounds him there, Sap checked with frost and lusty leaves quite gone, Beauty o'er-snowed and bareness everywhere. Then were not summer's distillation left A liquid pris'ner pent in walls of glass, Beauty's effect with beauty were bereft, Nor it nor no remembrance what it was. But flowers distilled, though they with winter meet, Leese but their show, their substance still lives sweet. |
| –William Shakespeare |

El Soneto 5 es uno de los 154 sonetos escritos por William Shakespeare. Está considerado como uno de los sonetos shakespearianos sobre la procreación y forma un díptico con el Soneto 6 que lo continua.

## Traducción
Las horas que en su afán gentiles modelaron,

el adorable cuerpo que atrae a las miradas,

han de hacer para él, el papel de tiranos

y afearán aquello que excedía en beldad.

El tiempo que no para, lleva el dulce verano,

hasta el odioso invierno y allí acaba con él.

La savia entre los hielos. Hojas frescas perdidas.

La beldad bajo nieve y ruina en todas partes.

Luego si no quedara, destilando el estío

el líquido cautivo en paredes de vidrio,

la Belleza y su efecto, con ella moriría,

sin dejar ningún rastro de lo que fue su tiempo.

Mas la flor destilada, padecerá el invierno

y aunque pierda su aspecto, persiste en su sustancia.